# Морські порти Латвії
Морські порти Латвії розташовані на узбережжі Балтійського моря.
Латвія має три великих порти — Лієпайський, Ризький і Вентспільський, та сім малих портів — Скулте, Мерсрагс, Салацгрива, Павілоста, Роя, Юрмала і Енгуре.

## Великі порти
- Ризький вільний порт розташований на перетині головних транзитних транспортних коридорів Схід-Захід і Північ-Південь. Порт регулярні лінії контейнерних перевезень з портами Європи. До порту регулярно курсують контейнерні поїзди з країн Східної Європи, Азії. У 2021 році порт перевантажив 21.5 млн тонн вантажів. П'ята частина припала на контейнери. Зерно складає 13 % у структурі перевезень, деревина — 12 %, нафтопродукти — 10 %, хімічна продукція — більше 6 %, вугілля — 5 %.
- Вентспілський вільний порт — мультимодальний порт для будь-яких видів вантажів. Може обслуговувати цілий рік всі судна, які здатні зайти в Балтійське море. Є важливим вузлом для експорту товарів з країн СНД, насамперед Росії. У 2021 році вантажообіг становив 11.1 млн тонн. Майже 50 % з них припадало на нафтопродукти, 20 % вантажів перевозили ролкери. Серед інших вантажів — добрива, деревина, вугілля, зерно та інше.
- Лієпайський порт входить до складу Лієпайської Спеціальної Економічної Зони. У 2021 році вантажообіг становив 7.1 млн тонн. Найбільший вантожообіг припадає на зерно (майже 40 %), перевезення ролкерами (18 %), будівельні матеріали (11 %), нафтопродукти (більше 6 %).

## Малі порти
На малі порти припадає тільки 2 % процента вантажообігу. Вони здійснюють в основному місцеві перевезення (будівельні матеріали, деревина, торф та інші), а не транзитні. Ці порти історично спеціалізуються на риболовстві. На їх територіях працюють підприємства з переробки риби.
У малих портах набирає розвиток обслуговування яхт.